# Forallac
Forallac (auch: Forallach) ist eine Gemeinde in der autonomen Region Katalonien in Spanien in der Provinz Girona mit 1.766 Einwohnern (Stand: 2024). Zur Gemeinde gehören die Ortschaften La Bordeta, Canapost, Fonteta, Peratallada, Puig de Sant Ramon, Sant Climent de Peralta, Santa Susanna de Peralta und Vulpellach.
Der Gemeindename ist eine Zusammensetzung von Namensteilen, das sich aus der Gründung um 1970 ergab, als die Ortschaften Fonteta, Peratallada und Vulpellac zusammengeschlossen wurden.

## Lage
Forallac liegt etwa 23 Kilometer östlich von Girona und etwa 105 Kilometer nordöstlich von Barcelona nahe der Costa Brava. 

## Bevölkerungsentwicklung
| Jahr      | 1981 | 1991 | 2001 | 2011 | 2021 |
| Einwohner | 1524 | 1492 | 1666 | 1785 | 1708 |

## Sehenswürdigkeiten
- Festung von Peratallada
- Burgruine von Peralta
- Burgruine von Vulpellac
- Stephanuskirche in Canapost
- Susannenkirche in Peralta
- Clemenskirche in Peralta
- Stephanuskirche in Peratallada
- Marienkirche in Fonteta
- Kolumbakirche in Fitor
- Julianus-und-Basilius-Kirche in Vulpellac
- Marienkapelle in Els Socors

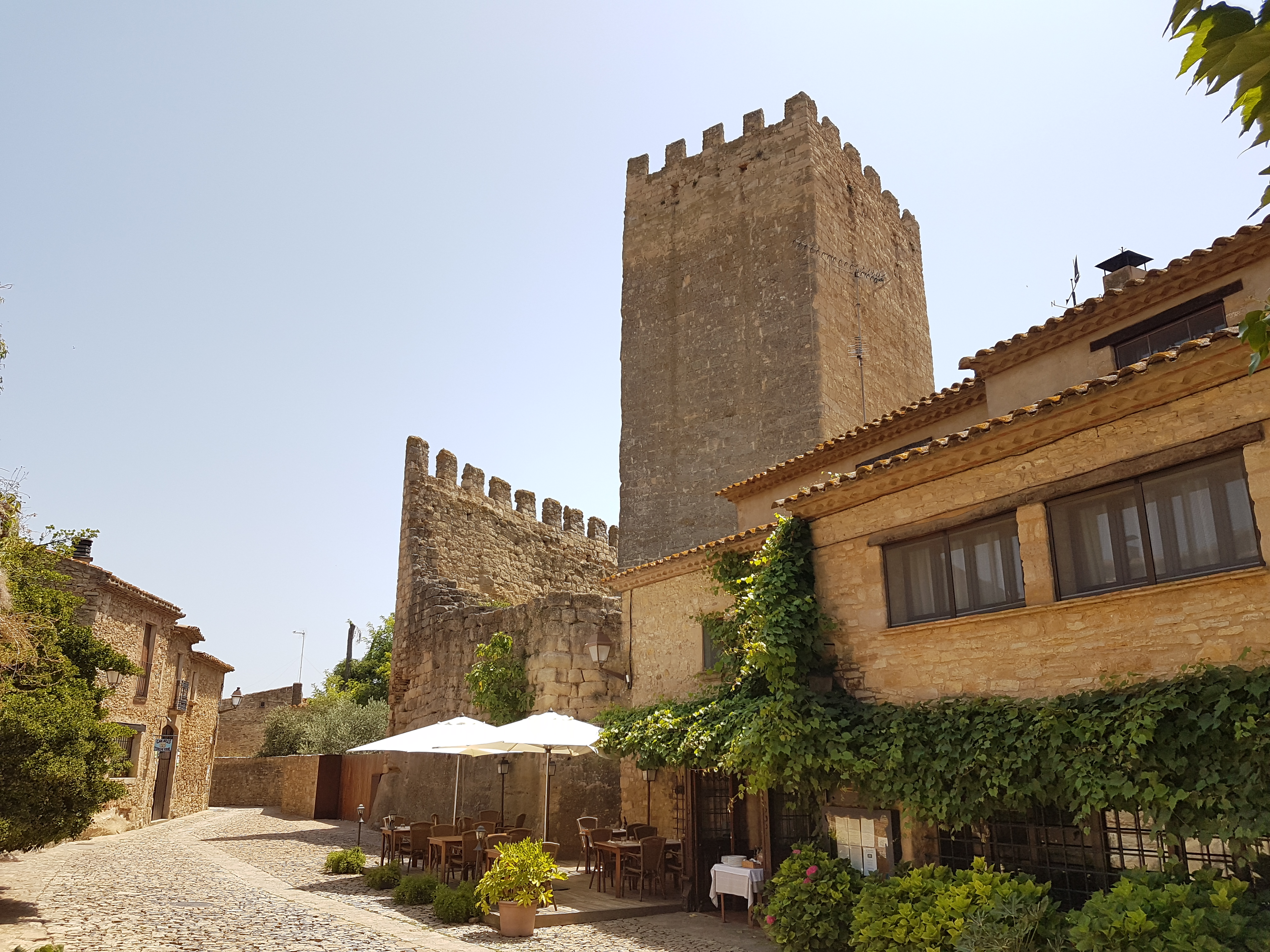
Festung von Peratallada
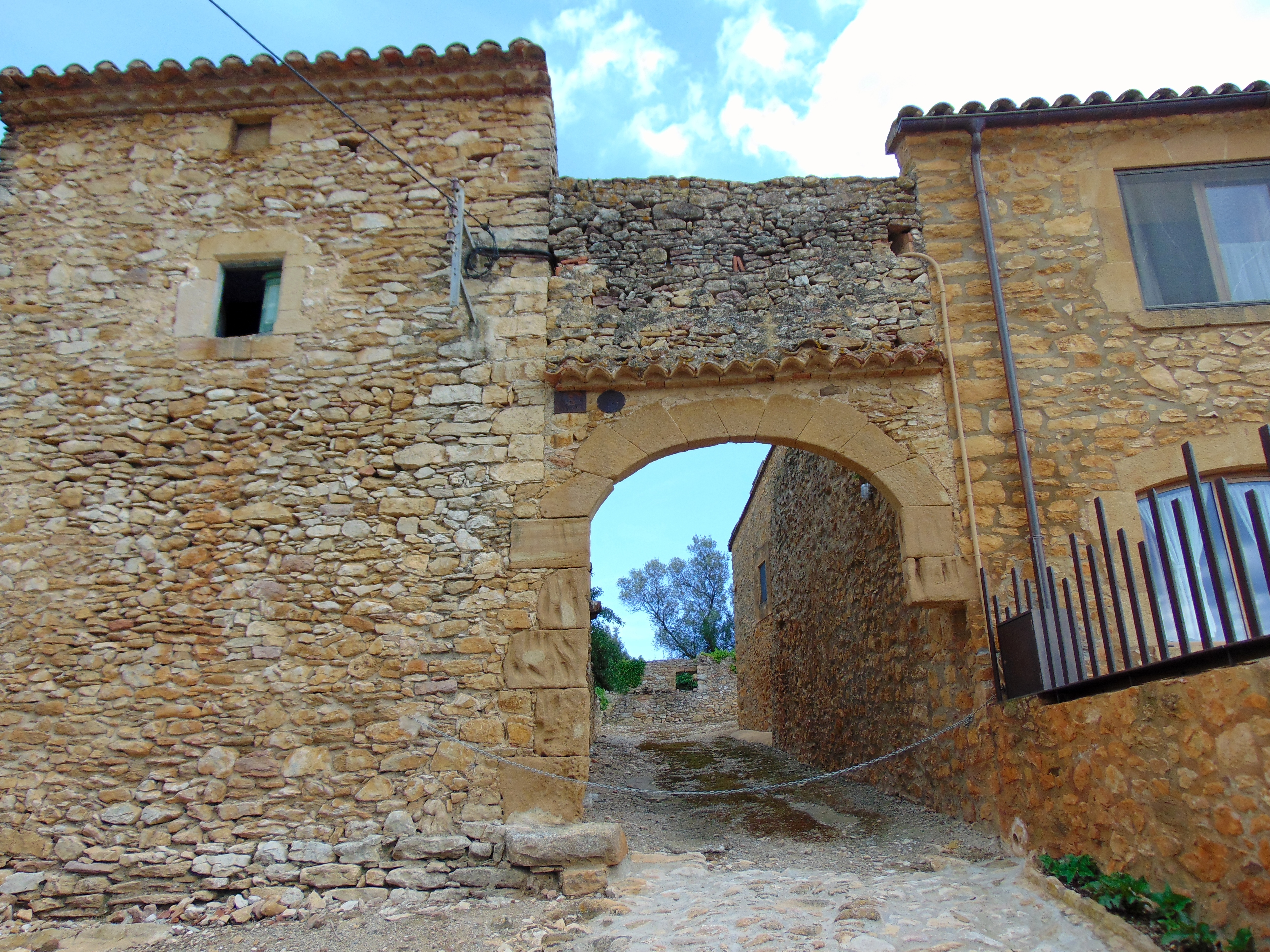
Burgruine von Peralta
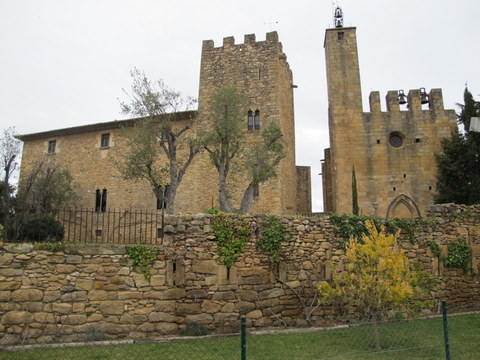
Burgruine von Vulpellac
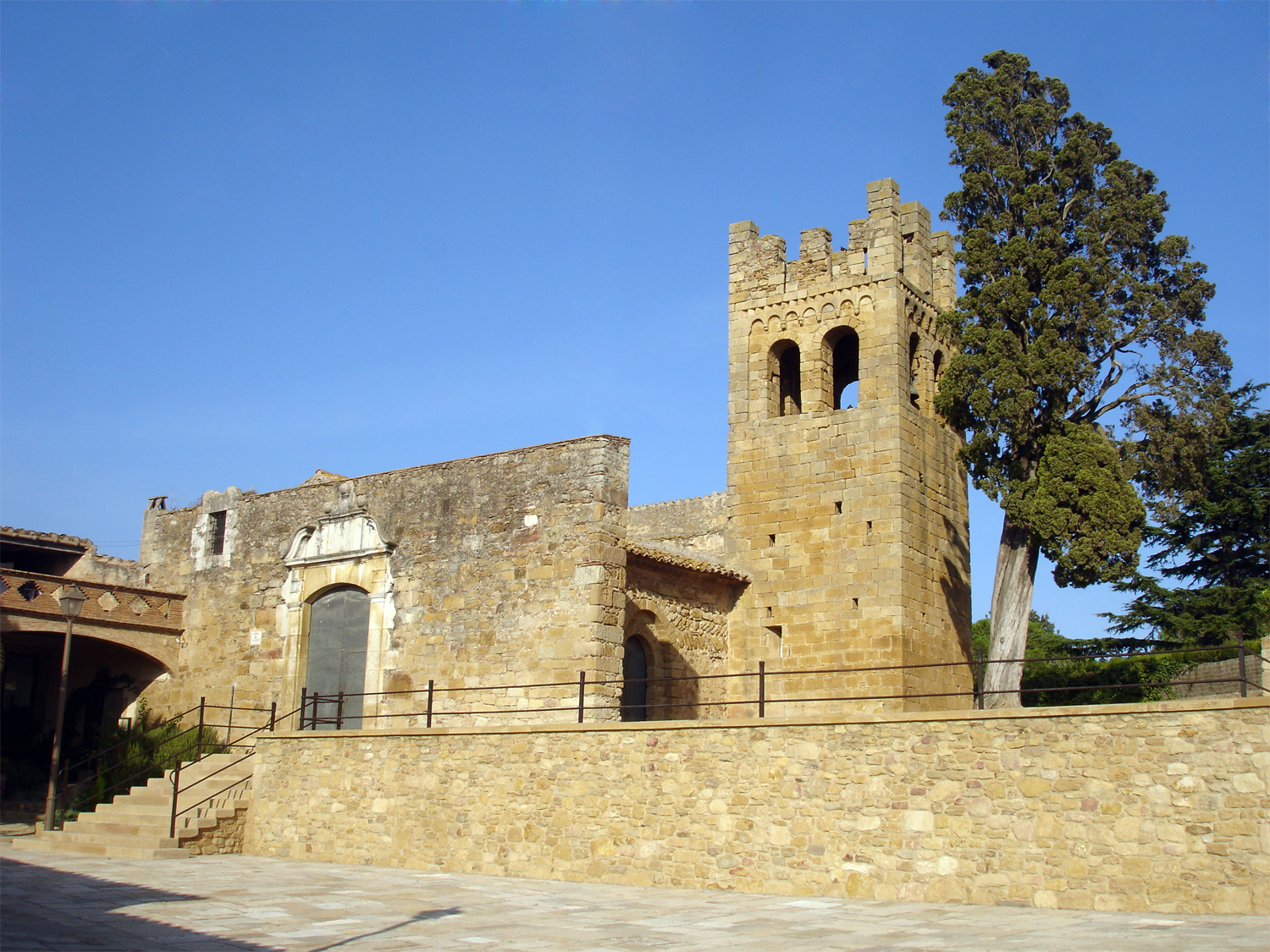
Stephanuskirche in Canapost
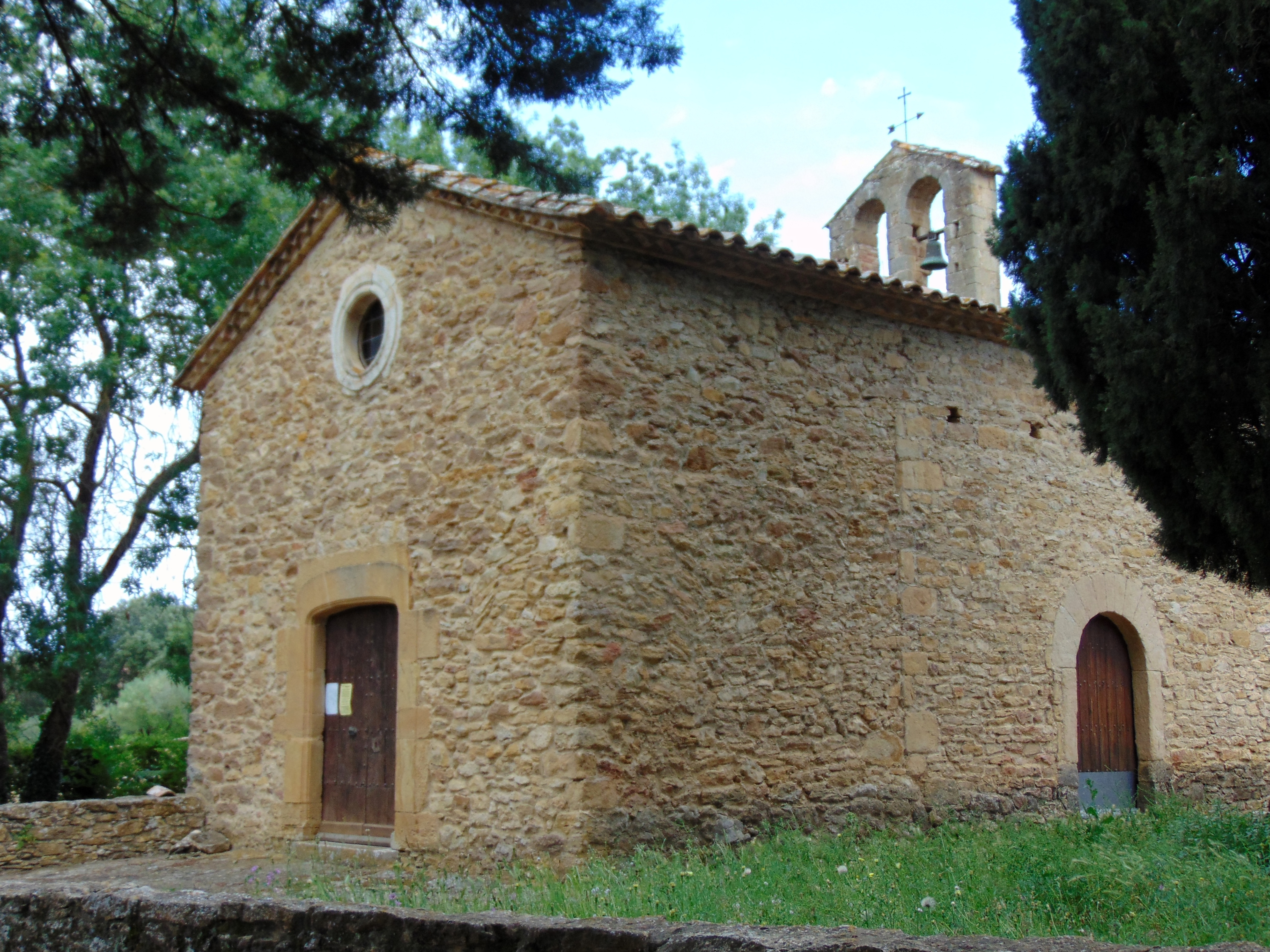
Susannenkirche
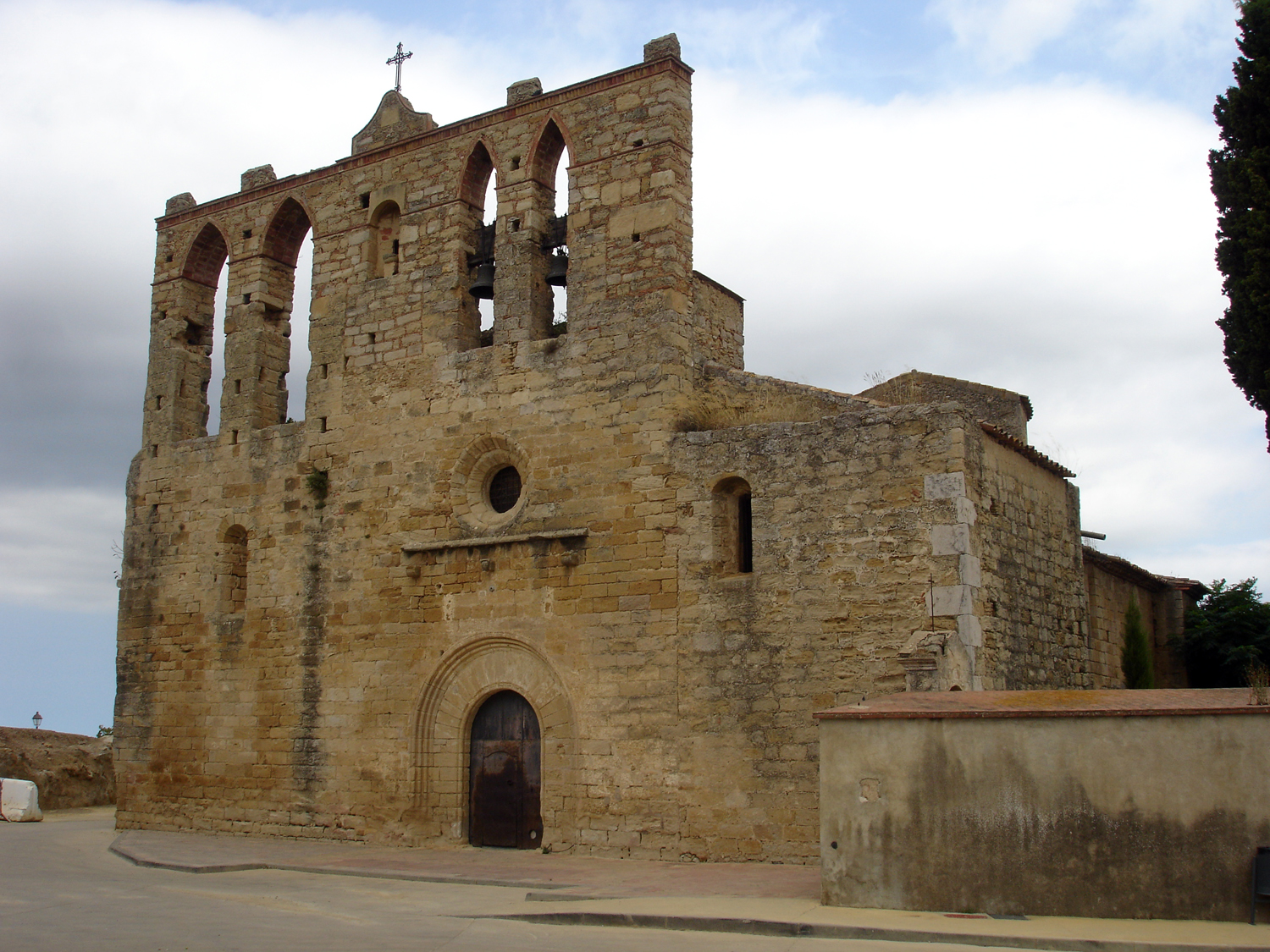
Stephanuskirche in Peratallada
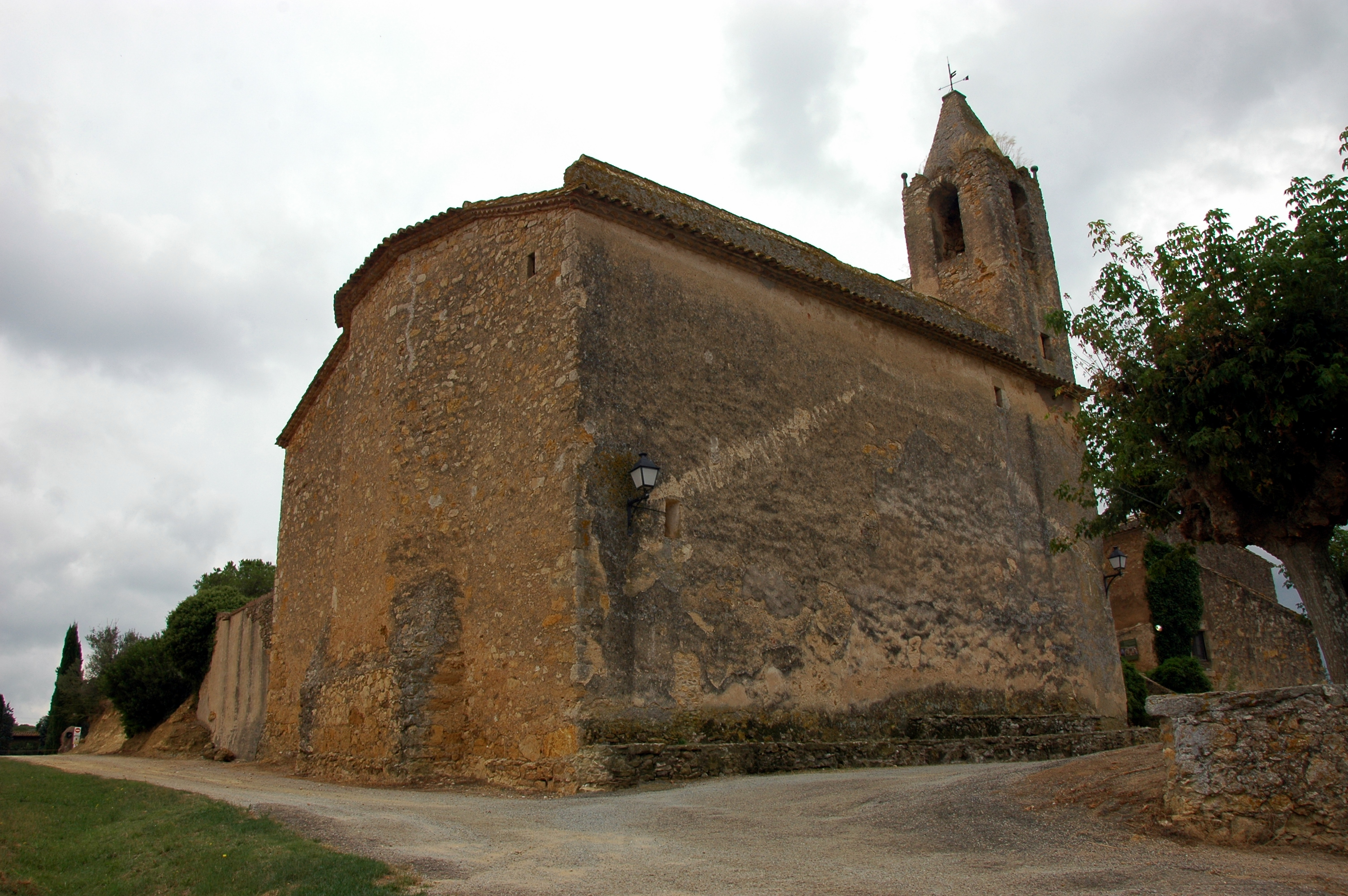
Clemenskirche
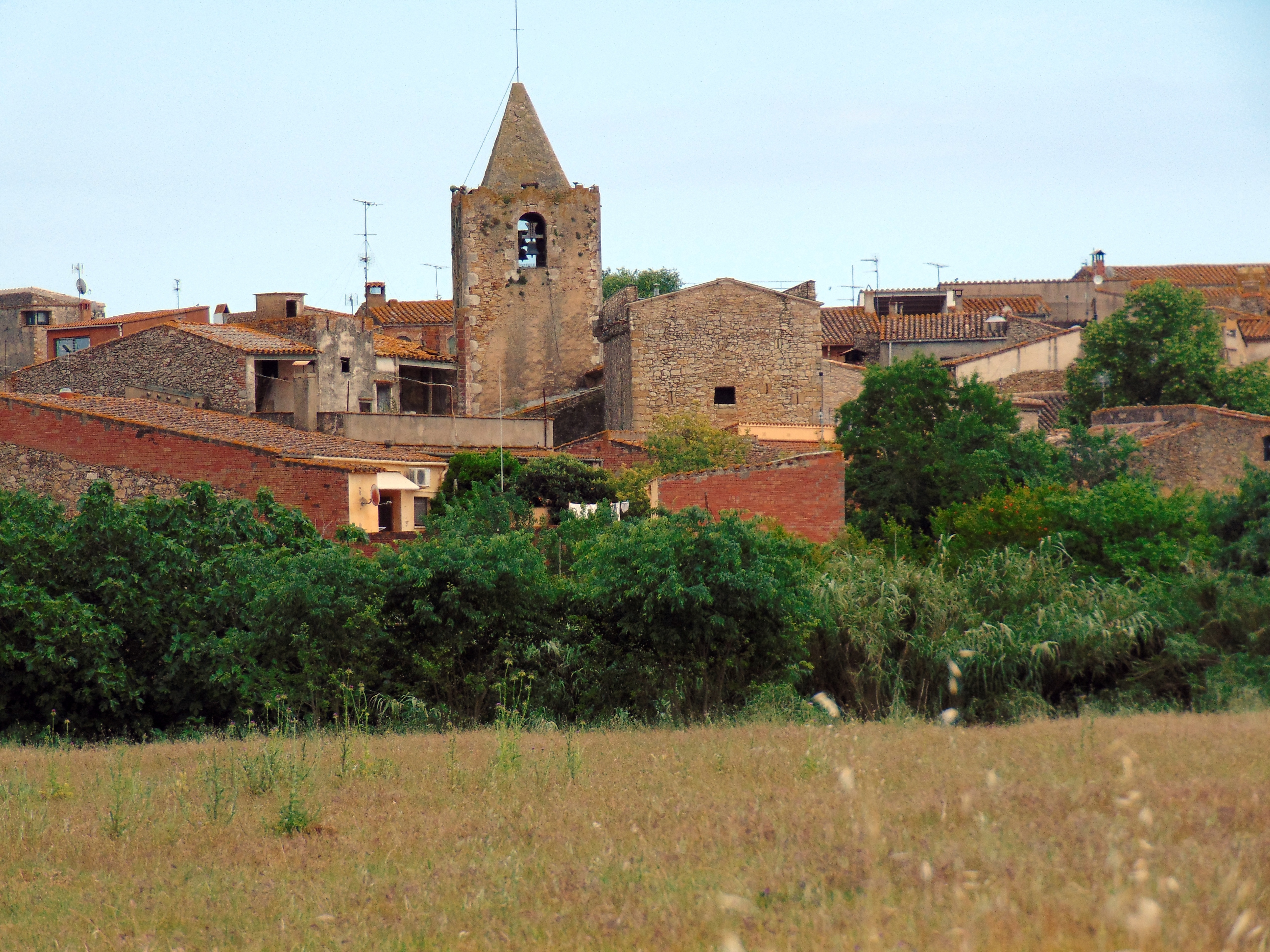
Marienkirche
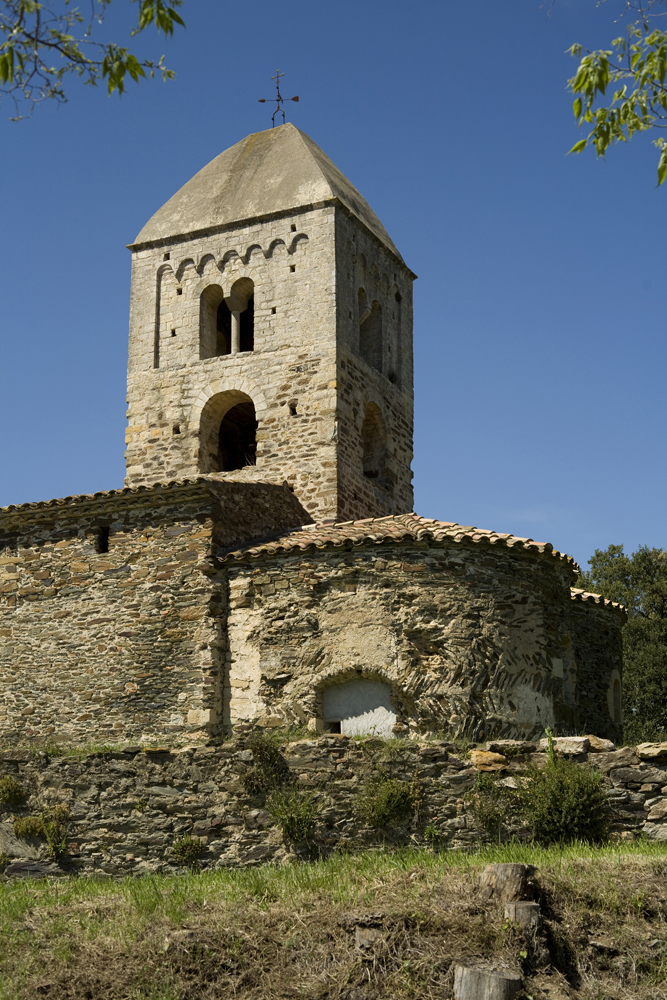
Kolumbakirche
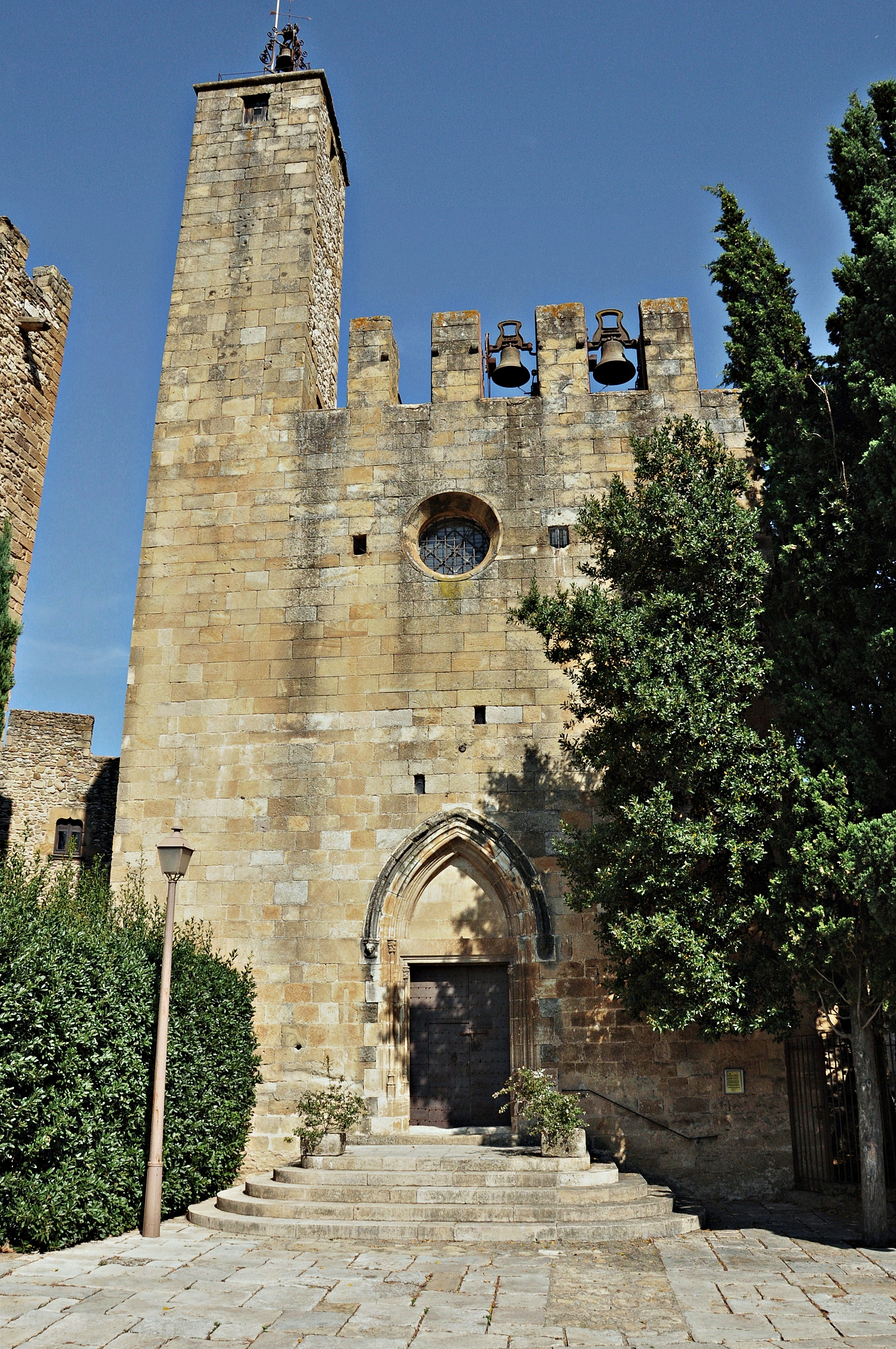
Julianus-und-Basiliuskirche
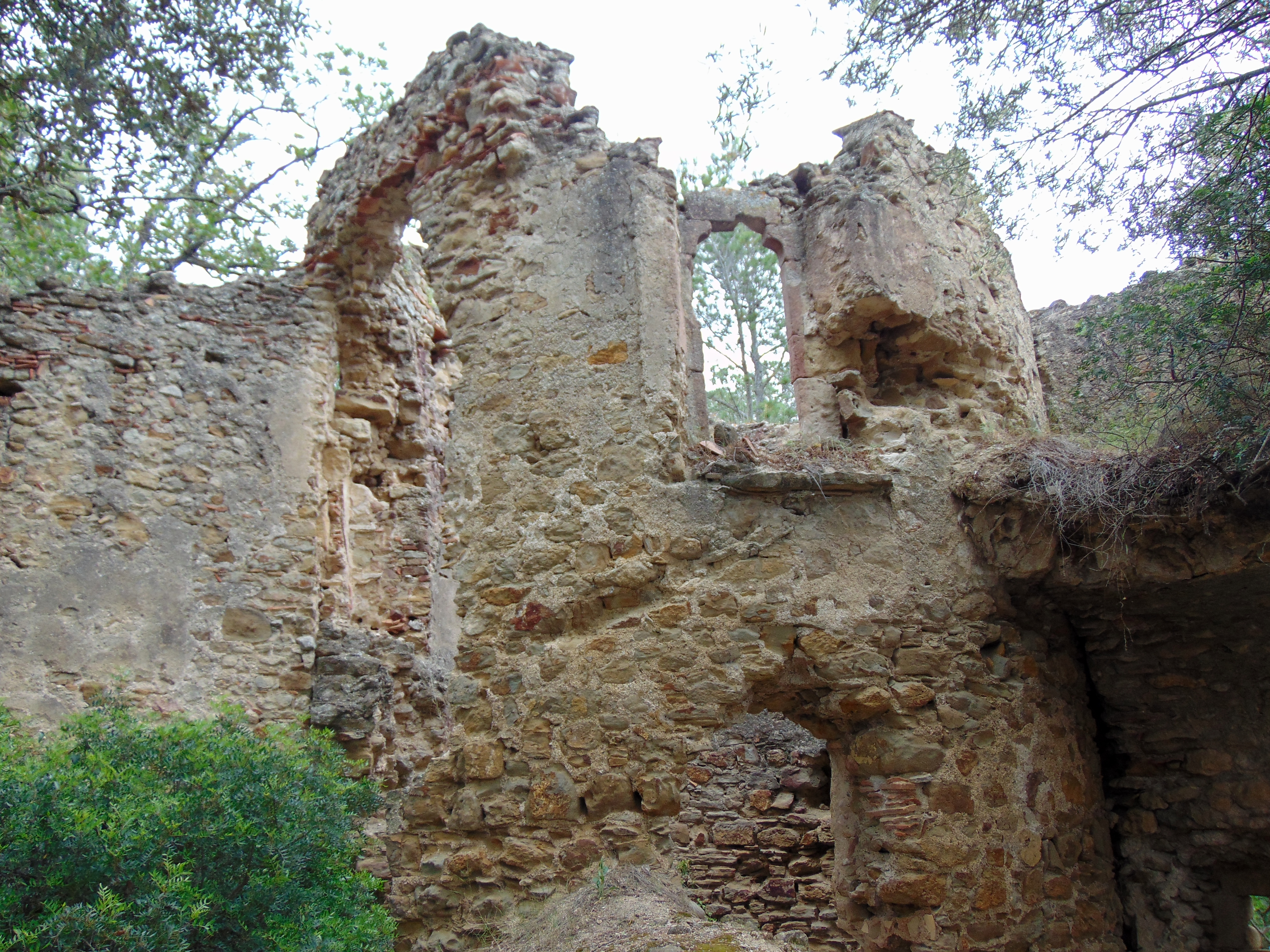
Marienkapelle

## Persönlichkeiten
- Berenguer de Cruïlles (um 1310–1362), Bischof von Girona, erster Präsident der Generalitat de Catalunya